# Valerian and the City of a Thousand Planets Original Score
Valerian and the City of a Thousand Planets Original Score ist ein Doppelalbum mit der Musik zum Film Valerian – Die Stadt der tausend Planeten (Originaltitel Valerian and the City of a Thousand Planets), einem Science-Fiction-Film von Luc Besson aus dem Jahr 2017. Ein Großteil der Filmmusik wurde von Alexandre Desplat komponiert. Der Soundtrack enthält Stücke einer Reihe weiterer Künstler. Das Doppelalbum wurde am 21. Juli 2017 von EuropaCorp veröffentlicht.

## Produktion
Der französische Komponist und Oscar-Preisträger Alexandre Desplat übernahm die Arbeiten an der Filmmusik für den Science-Fiction-Film Valerian – Die Stadt der tausend Planeten von Luc Besson. Die Aufnahme erfolgte am 24. Februar 2017 im Studio 104 der Maison de la Radio in Paris. Desplat dirigierte hierbei 95 Musiker des Orchestre National de France von Radio France und 49 Sänger des Chœurs de Radio France.
Der Soundtrack setzt sich aus der Filmmusik, neuen Popsongs und bereits bekannten Stücken zusammen. So enthält der Soundtrack Tracks von David Bowie, Bob Marley, Charles Bradley und einigen weiteren Künstlern.

## Veröffentlichung
Bereits von 20. bis 28. Februar 2017 hatten in der Maison de la Radio, das den französischen Rundfunksender Radio France beherbergt, auch Konzerte stattgefunden, bei denen Kompositionen von Desplat gespielt wurden, darunter auch Auszüge der Musik zu Valerian – Die Stadt der tausend Planeten. Diese Konzerte wurden in der Morgenshow des Senders übertragen. Das Doppelalbum mit der Filmmusik umfasst 32 Stücke, die auf 2 CDs verteilt am 21. Juli 2017 von EuropaCorp veröffentlicht wurden.
Auf der ersten CD finden sich Stücke aus der Filmmusik von Alexandre Desplat. Die zweite CD umfasst nicht alle elf Popsongs, die im Film erklingen. Neben ausgewählten Songs bekannter Künstler enthält die zweite CD Popsongs, die eigens für den Film komponiert wurden. Neben Bubble Dance von Julien Rey (produziert von DJ Mustard) sind das zwei weitere Originals. Zum einen der Song A Million on My Soul der Sängerin Alexiane, der bereits im Mai 2017 als Single veröffentlicht wurde und während des Filmabspanns verwendet wird. Zum anderen der Song I Feel Everything, interpretiert von Cara Delevingne. Gegenüber USA Today freute sich Delevingne über den Umstand, dass ihr Namen auf der Titelliste zur Doppel-CD zwischen denen von David Bowie und Bob Marley zu lesen ist. Delevingne erklärte zudem, der Song sei von dem Gefühl inspiriert, dass wenn man sich verliebt hat, man verletzlich ist und alles zum ersten Mal fühlt. Die weibliche Hauptdarstellerin des Films gab mit dem Song ihr Debüt als Sängerin.

## Titelliste
Disc 1
1. Pearls on Mul
2. Reading the Memo
3. Big Market
4. Flight Above the Big Market
5. Showtime
6. Valerian in Trouble
7. Bus Attack
8. Arriving on Alpha
9. Pearls Attack
10. Valerian’s Armor
11. Spaceship Chase
12. Submarine
13. Medusa
14. Shoot
15. Fishing for Butterflies
16. Le souper du Roi
17. Boulanbator Combat
18. Bubble
19. Pearl’s World
20. The City of 1000 Planets
21. I Am a Soldier
22. Pearl’s Power
23. Final Combat

Disc 2
1. Space Oddity – David Bowie
2. I Feel Everything – Cara Delevingne
3. Jamming – Bob Marley & The Wailers
4. We Trying to Stay Alive – Wyclef Jean
5. A Million on My Soul (Radio Edit) – Alexiane
6. Rappcats (Instrumental) – Quasimoto
7. Bubble Dance – Julien Rey
8. The World (Is Going up in Flames) – Charles Bradley
9. A Million on My Soul – Alexiane

## Rezeption
Sam Reed von The Hollywood Reporter meinte zu dem Song I Feel Everything von Cara Delevingne, dieser präsentiere die beschwingte Melodie in einer Weise, die erfrischend klinge, so als sei sie ohne nachträgliche, digitale Tonhöhenkorrekturen ausgekommen. Das Lied A Million on My Soul von Alexiane sei laut Angelica Florio von Bustle ein futuristisches Fest für die Ohren, und das elektronische Stück mit dem schweren Beat und den futuristischen Klängen sei für den Film ziemlich perfekt.